# Letheringsett
Letheringsett är en ort i Letheringsett with Glandford, North Norfolk, Storbritannien. Den ligger i grevskapet Norfolk och riksdelen England, i den sydöstra delen av landet, 170 km nordost om huvudstaden London. Letheringsett ligger 15 meter över havet och antalet invånare är 225. Letheringsett var en civil parish fram till 1935 när blev den en del av Letheringsett with Glandford. Civil parish hade 246 invånare år 1931. Byn nämndes i Domedagsboken (Domesday Book) år 1086, och kallades då Laringaseta/Laringesere/Leringaseta.
Terrängen runt Letheringsett är huvudsakligen platt. Letheringsett ligger nere i en dal. Runt Letheringsett är det ganska tätbefolkat, med 104 invånare per kvadratkilometer. Närmaste större samhälle är Holt, 1,6 km öster om Letheringsett. Trakten runt Letheringsett består till största delen av jordbruksmark.